# (73497) 2002 RT13
2002 أر تي 13 (ويعرف أيضًا باسم (73497) 2002 أر تي 13 وفق تسمية الكوكب الصغير) (بالإنجليزية: 2002 RT13)‏ هو كويكب ضمن حزام الكويكبات؛ وترتيبه 73497 من حيث الاكتشاف.
اكتُشف هذا الجُرم الفلكي بواسطة مرصد لويل للبحث عن الأجرام القريبة من الأرض في 4 سبتمبر 2002.

## وصلات خارجية
- (73497) 2002 RT13 في قاعدة بيانات مختبر الدفع النفاث لأجرام النظام الشمسي الصغيرة

- الاكتشاف · مخطط المدار ·  العناصر المدارية · المعلمات المادية

- (73497) 2002 RT13 على موقع ويكي سكاي: DSS2, SDSS, GALEX, IRAS, Hydrogen α, X-Ray, Astrophoto, Sky Map, Articles and images